# جوناثان توريس
جوناثان توريس (بالإسبانية: Jonathan Torres)‏ هو لاعب كرة قدم أرجنتيني، ولد في 29 ديسمبر 1996 في سانتا في في الأرجنتين. لعب مع كيلمس.

## وصلات خارجية
- جوناثان توريس على موقع قاعدة بيانات كرة القدم.إي يو (الإنجليزية)
- جوناثان توريس على موقع Soccerway.com (الإنجليزية)